# Abyssidrilus opulentus
Abyssidrilus opulentus är en ringmaskart som beskrevs av Erséus 1992. Abyssidrilus opulentus ingår i släktet Abyssidrilus och familjen glattmaskar. Inga underarter finns listade i Catalogue of Life.